# Zimske olimpijske igre 1940
Zimske olimpijske igre 1940 (uradno V. zimske olimpijske igre) so bile načrtovane zimske olimpijske igre, ki naj bi po prvotnem načrtu potekale leta 1940 v Saporu (Japonska), toda so zaradi druge svetovne vojne so odpadle.
Saporo se je odpovedal gostovanju že leta 1938 zaradi izbruha druge kitajsko-japonske vojne. Mednarodni olimpijski komite je naziv gostitelja nato podelil St. Moritzu, kjer so potekale že zimske olimpijske igre 1928, a ga je zaradi nesoglasij z lokalnimi organizatorji kmalu odvzel. Naziv je nato prejel nemški Garmisch-Partenkirchen, ki je gostil že prejšnje zimske olimpijske igre. Tri mesece kasneje je Tretji rajh vdrl na Poljsko in sprožil začetek druge svetovne vojne, zato so bile igre dokončno odpovedane. Prav tako so bile odpovedane igre leta 1944, ki naj bi jih gostila italijanska Cortina d'Ampezzo.
Prve povojne zimske olimpijske igre je gostil St. Moritz leta 1948, Saporo pa je gostil zimske olimpijske igre 1972. Nemčija vse od leta 1936 ni bila več izbrana za prireditelja zimskih olimpijskih iger; kasneje je za organizacijo iger leta 2018 kandidiral München, ki pa je izgubil proti južnokorejskemu Pjongčangu.